# O'Higgins FC
O'Higgins Fútbol Club, även känd som O'Higgins de Rancagua och tidigare Club Deportivo O'Higgins, är en chilensk fotbollsklubb från staden Rancagua i mellersta Chile. Klubben grundades den 7 april 1955 efter en sammanslagning av América de Rancagua och O'Higgins Baden och spelar i den chilenska högstadivisionen (Primera División de Chile). Deras hemmamatcher spelas på arenan Estadio El Teniente, med en total kapacitet av 14 500 platser.

## Titlar
- Primera División (1):

2013 Apertura
- Segúnda División (2):

1964, 1986